# Paul Buysse

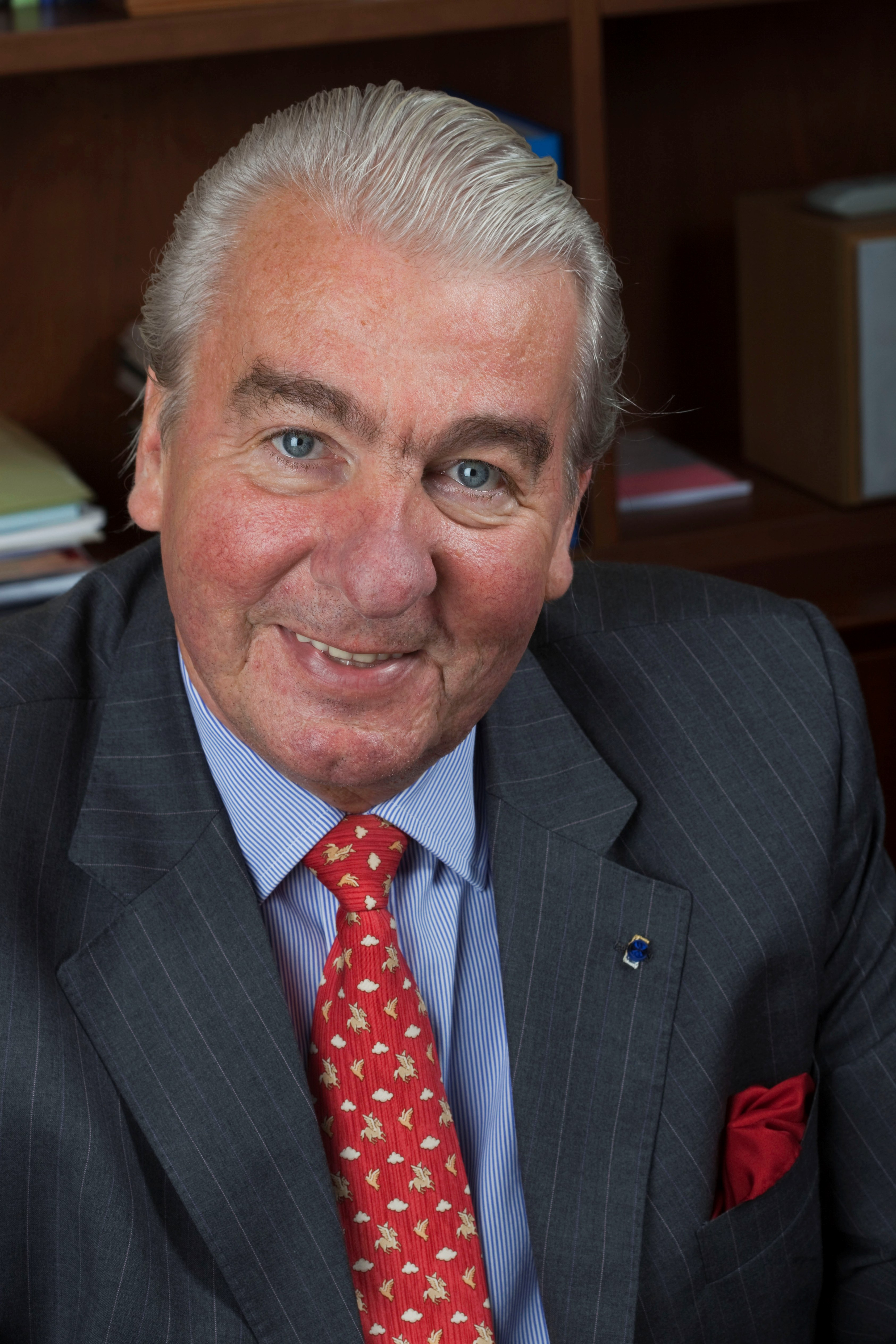
Paul Buysse

Paul Henri Maria graaf Buysse (Antwerpen, 17 maart 1945 – aldaar, 30 december 2023) was een Belgische bedrijfsleider en bestuurder.

## Levensloop

### Familie en studies
Paul Buysse was een zoon van de Antwerpse advocaat Eugène Ferdinand Buysse en Germaine Maria Van Hecke. Hij trouwde drie maal. Uit het eerste huwelijk had hij een zoon en twee dochters, uit het tweede een dochter en een zoon.
Hij studeerde publiciteit, marketing en PR aan het Hoger Antwerps Marketing Instituut. Nadien ging hij naar Zwitserland, waar hij aan de Mont Pèlerin School het Tenneco Advanced Management Program volgde.

### Loopbaan
Buysse startte zijn loopbaan in 1966 bij Ford Motor Company, waar hij actief was op de departementen verkoopanalyse, distributie en marketing. Hij werd in 1976 algemeen directeur van British Leyland Belgium, kwam in 1980 aan het hoofd van Tenneco Belgium te staan, ging in 1984 bij J.I. Case aan de slag en vanaf 1988 werkte hij voor de industriële holding BTR en dochteronderneming Hansen Transmissions International aan. Een groot deel van die periode (1983-2000) verbleef hij in Engeland en hij werd zo een van de eerste Belgen die het in het buitenland als 'topmanager' maakte. Van 1998 tot 2000 was hij CEO van Vickers.
In 2000 keerde hij terug naar België, waar hij in navolging van Thierry Verhaeghe de Naeyer de eerste niet-familiale voorzitter van de raad van bestuur van staalbedrijf Bekaert werd. In mei 2014 volgde Bert De Graeve hem op.
In november 2007 volgde hij Jean Thomas als voorzitter van de raad van bestuur van vastgoedontwikkelaar Immobel op. In 2015 volgde Marnix Galle hem op.
In 2015 werd Buysse voorzitter van de Koninklijke Schenking, een autonome openbare instelling die staatseigendom ter beschikking stelt aan het Belgisch koningshuis. Eind 2019 kwam de financiële toestand van de instelling onder vuur te liggen. In april 2020 trad Buysse als voorzitter af en volgde Jan Smets hem op.
Zijn belangrijkste andere functies omvatten onder meer:
- voorzitter in handelszaken bij de rechtbank van koophandel van Antwerpen,
- voorzitter van de Kamer van Koophandel en Nijverheid van Antwerpen (1990-1994),[11]
- voorzitter van de Maatschappij voor de Vernieuwing en Promotie van Antwerpen (1990-1994),
- bestuurder van de vzw Antwerpen 93 Culturele Hoofdstad van Europa,
- bestuurder en voorzitter van het remuneratiecomité van investeringsmaatschappij Gimv (1995-1998),
- bestuurder van de Universiteit Antwerp Management School,
- bestuurder van het Universitair Bedrijven Centrum Antwerpen,
- bestuurder van de vzw Monument Koning Boudewijn,
- voorzitter van de raad van bestuur van tankopslagspecialist SEA-Tank,
- bestuurder van de Generale Bank,
- bestuurder van waterzuiveraar Aquafin,
- lid van de beleidsraad van de Federale Overheidsdienst Kanselarij van de Eerste Minister,
- voorzitter van de International Chamber of Commerce Belgium (tot 2009),
- lid van het directiecomité van het Verbond van Belgische Ondernemingen,
- bestuurder van het Vlaams Economisch Verbond en Voka,
- bestuurder van Fabrimetal,
- lid van de Belgische Raad van INSEAD in Fontainebleau,
- covoorzitter van de Belgo-British Conference,
- lid van de raad van bestuur en voorzitter van de board of trustees van het Instituut voor Bestuurders,
- voorzitter van de raad van bestuur van Videohouse (2001-2007),[12]
- lid van de Hoge Raad van de Universiteit Antwerpen,
- bestuurder van het Museum van de Dynastie,
- voorzitter van FBNet Belgium,
- voorzitter van het Caesar Real Estate Fund,
- vicevoorzitter van de raad van bestuur van het Koninklijk Hoger Instituut voor Defensie,
- lid van de adviesraad van de Koning Boudewijnstichting afdeling Verenigde Staten,
- lid van het comité van beheer van Fortis Bank Zone Noord-Centrum,
- lid (1995-????) en voorzitter (???-2013) van het college van censoren van de Nationale Bank van België,
- voorzitter van de begrotingscommissie en het remuneratiecomité van de Nationale Bank van België,
- voorzitter van de Prins Filipfonds,
- oprichter en voorzitter van de Steunraad Antwerpen van de Koning Boudewijnstichting,
- oprichter en voorzitter van het socio-economisch studiecentrum NEA,
- vicevoorzitter van de Royal Automobile Club Belgium,
- bestuurder van verzekeringsgroep Winterthur,
- voorzitter van de advisory board van consultant Deloitte,
- lid van de adviesraad van Transparency International,
- lid van de Stichting Continuïteit Fortis,
- lid van de raad van bestuur van Stichting Europalia International (tot 2023),
- lid van het internationaal adviescomité van de School of Oriental and African Studies in Londen,
- adviseur van advieskantoor Leonardo & Co,
- voorzitter van Sigma,
- lid van het International Board of Overseers van de Sabancı-universiteit in Istanbul,
- voorzitter van de Brexit High Level Group.[13]

Buysse was inspirator van de code-Buysse, de Belgische corporate governance code voor niet-beursgenoteerde bedrijven.
Paul Buysse overleed eind 2023 op 78-jarige leeftijd na een slepende ziekte.

## Eretekens en onderscheidingen
- Ridder in de Leopoldsorde (1988)
- Ere-burger van New Orleans, USA (1992)
- Officier in de Orde van Oranje-Nassau (1994)
- Officier dans l’Ordre National du Mérite, Frankrijk (1996)
- Commander of the British Empire (1997)
- Commandeur in de Orde van Leopold II (2001)
- Ereconsul-generaal van Groot-Brittannië (2001)[1]
- Emeritus Ere-deken van de Arbeid (2003)
- Shanghai Magnolia Gold Award, China (2003)
- Groot Officier in de Orde van Leopold II (2005)
- Honorary Companion of the Most Distinguished Order of St. Michael and St. George, Engeland (2005)
- Ere-burger van Chongqing, China (2008)
- Officier in de Nationale Orde van het Erelegioen, Frankrijk (2010)
- BACC Lifetime Achievement Award, USA (2010)

## Adellijke titels
- 1994: Persoonlijke adeldom, met de titel van ridder.
- 1999: Erfelijke adeldom, met de persoonlijke titel van baron.
- 2014: Verlening van de titel van graaf met overgang op al zijn nakomelingen.